# Pseudonapomyza conchata
Pseudonapomyza conchata este o specie de muște din genul Pseudonapomyza, familia Agromyzidae, descrisă de Zlobin în anul 2002. Conform Catalogue of Life specia Pseudonapomyza conchata nu are subspecii cunoscute.